# Marnie Baizley
Marnie Baizley, née le 24 juillet 1975 à Winnipeg, est une joueuse professionnelle de squash représentant le Canada. Elle atteint le 30e rang mondial en juillet 1999, son meilleur classement après avoir rejoint le circuit WSA en 1997. Elle est 
championne du Canada à deux reprises en 1999 et 2003.

## Biographie
Elle obtient la médaille d'or par équipes aux  Jeux panaméricains de 1999 à Winnipeg.

## Palmarès

### Titres
- Championnats du Canada : 2 titres (1999, 2003)